# Horjul
Horjul est une commune du centre de la Slovénie située dans la région de Carniole-intérieur non loin de la capitale Ljubljana.

## Géographie
La commune fut créée en 1998.

### Villages
Les villages qui composent la commune sont Vrzdenec, Ljubgojna, Zaklanec, Podolnica, Lesno Brdo, Koreno nad Horjulom, Samotorica et Žažar.

## Démographie
Entre 1999 et 2021, la population de la commune de Horjul a légèrement augmenté avec une population légèrement inférieure à 3 000 habitants,.
Évolution démographique
| 1999  | 2000  | 2001  | 2002  | 2003  | 2004  | 2005  | 2006  | 2007  |
| ----- | ----- | ----- | ----- | ----- | ----- | ----- | ----- | ----- |
| 2 577 | 2 624 | 2 648 | 2 657 | 2 643 | 2 670 | 2 680 | 2 686 | 2 729 |
| 2008  | 2009  | 2010  | 2011  | 2012  | 2013  | 2014  | 2015  | 2016  |
| 2 742 | 2 838 | 2 872 | 2 872 | 2 867 | 2 909 | 2 937 | 2 950 | 2 970 |
| 2017  | 2018  | 2019  | 2020  | 2021  |       |       |       |       |
| 2 980 | 3 017 | 3 016 | 3 024 | 2 985 |       |       |       |       |